# Ocizla
Ocizla je naselje v Občini Hrpelje - Kozina.